# Trébérien
Trébérien est un lieu-dit appartenant à la commune française de Cléguérec, située dans le département du Morbihan et la région Bretagne.

## Localisation et patrimoine
Situé à 3 km du bourg de Cléguérec et à 8 km du lac de Guerlédan, plusieurs monuments de ce lieu-dit font partie du patrimoine monumental français, recensés par la base Mérimée du Ministère de la Culture :
- une croix monumentale avec un fût à base carrée, datant du XVIIIe siècle[1] ;
- une ferme construite en 1792[2].